# Kościół Trójcy Przenajświętszej w Zelwie
Kościół p.w. Trójcy Przenajświętszej w Zelwie – zabytkowy kościół parafialny w Zelwie, w miasteczku rejonowym obwodu grodzieńskiego Republiki Białorusi. Zbudowany w 1913 roku w stylu zmodernizowanego neogotyku według projektu Józefa Piusa Dziekońskiego.

## Historia parafii i kościołów w Zelwie
Pierwszy kościół w miejscowości zw. Zelwą Wielką został ufundowany w 1470 r. przez właściciela dziedzicznego dóbr, Michała Naczowicza (Nocewicza, Nacewicza). Otrzymał wezwanie Niepokalanego Poczęcia Najświętszej Marii Panny, św. Jakuba i Michała Archanioła.
Kolejny, p.w. Trójcy Świętej, usytuowany na wysokim wyniesieniu górującym na rynkiem, w centrum dzisiejszego miasteczka, powstał po 1614 r. z fundacji Lwa Sapiehy. Zbudowany był z muru pruskiego, posiadał wieżę w fasadzie. Został zniszczony podczas wojny północnej.
Następny, w tym samym miejscu, został wzniesiony w latach 1739-1743 kosztem kolatora Antoniego Kazimierza Sapiehy i staraniem proboszcza Konstantego Jaskołłda, kanonika inflanckiego. Drewniana świątynia miała centralizującą formę – plan zbliżony do krzyża greckiego, na skrzyżowaniu ramion wznosiła się wielka kopuła oświetlona oknami. Został w pełni wyposażony dopiero w końcu XVIII w. W latach trzydziestych XIX w. był już w bardzo złym stanie i w 1836 r. proboszcz ks. Jan Kotzigk wrócił się do biskupa wileńskiego z prośbą o pozwolenie na budowę murowanego kościoła.
W 1839 r. wzniesiono prowizoryczną drewnianą kaplicę i rozebrano stary kościół. Ostatecznie jednak pozwolenie na budowę nowej świątyni uzyskano dopiero w 1858 r., a 1860 r. na miejscu rozebranego zaczęto wznosić nowy murowany, z kamienia polnego i cegły. Gmach udało się jednak doprowadzić jedynie do wysokości okien, ponieważ w 1863 r. władze zabroniły dalszej budowy ze względu na  aktywne wsparcie proboszcza Kotzigka dla powstania styczniowego.
W 1866 r. parafia została skasowana, nieukończony kościół został przeznaczony na świątynię prawosławną, jednak do 1907 r. nie podjęto przy nim żadnych prac. Zamknięto tymczasową kaplicę, którą następnie rozebrano ok. 1895–1904.
W 1897 r. miejscowi katolicy zwrócili się do gubernatora grodzieńskiego z prośbą o zwrot murów nieukończonego kościoła, a następnie o udzielenie zgody na budowę w innym miejscu nowego. W 1908 r. władze wydały ostateczną decyzję odmowną co do zwrotu zaczętej świątyni, jednak w marcu 1905 uzyskano zgodę na budowę nowego, na obrzeżu miasta, który miał stanowić filię parafii w Krzemienicy. Pomimo powołania komitetu i zbiórki funduszy, budowa kościoła odwlekała się. Pierwszy projekt powstał w 1906 r., jednak komitet budowy uznał, że świątynia będzie zbyt okazała. Na rynku miasta wystawiono tymczasową kaplicę.
Przełom lat 1906–1907 katolicy podjęli nieudaną próbę odzyskania murów kościoła. Do środka nieużytkowanych murów wniesiono obrazy świętych, ustawiono krzyż i prowizoryczny ołtarz. Proboszcz prawosławny, którego jurysdykcji przekazano mury, również wybudował tu i wyświęcił ołtarz, wkrótce wszczął też starania o wykończenie cerkwi, na co uzyskał zgodę i zapomogę rządową. W odpowiedzi 2 stycznia 1907 grupa katolików otoczyła kościelne wzgórze, zapobiegając wyładunkowi kamieni do budowy cerkwi. W wyniku interwencji policji zginęło 7 osób, około 30 zostało rannych, a 22 stanęło przed sądem. Cerkiew wykończono w latach 1909–1910.
Sprawa budowy nowego kościoła nie została jednak zaniechana. 1 lutego 1909 gubernatorowi grodzieńskiemu przedłożono drugi, skromniejszy projekt kościoła, autorstwa arch. Józefa Piusa Dziekońskiego. Kamień węgielny pod świątynię na parceli na północno-zachodnim obrzeżu miasteczka poświęcony został 27 czerwca 1910. Ostatecznie, gmach kościoła, ukończony we wrześniu 1913, poświęcił p.w. Niepokalanego Poczęcia Najświętszej Marii Panny dziekan wileński, ks. Czerniawski w dniu 29 października 1913 r. Niezamożna parafia zdobyła się jedynie na skromne wyposażenie świątyni.
We wrześniu 1939 roku bojówka komunistyczna zamordowała księdza Jana Kryńskiego – proboszcza parafii rzymskokatolickiej oraz proboszcza parafii prawosławnej w Zelwie. Obie świątynie zostały zamknięte. Kościół pw. Niepokalanego Poczęcia Najświętszej Marii Panny przekazano w gestię rady gminnej, mieścił się w nim m.in. magazyn zbóż i skład butelek. Kościół p.w. Trójcy Świętej ,,na górce" popadł w ruinę, pozostały z niego jedynie fundamenty oraz pozostałości cmentarza przykościelnego z kilkoma nagrobkami z XIX–XX w.
Kościół p.w. Niepokalanego Poczęcia Najświętszej Marii Panny został oddany wiernym w 1989 r. Reaktywowana rok później parafia funkcjonuje obecnie pod  wezwaniem Trójcy Przenajświętszej. Przed 1998 r. kościół gruntownie odremontowano i w 2001 r. wykonano komplet stylizowanego na neogotyckie wyposażenia. Parafia obecnie jest obsługiwana przez księży misjonarzy klaretynów.

## Architektura kościoła z 1913 r.

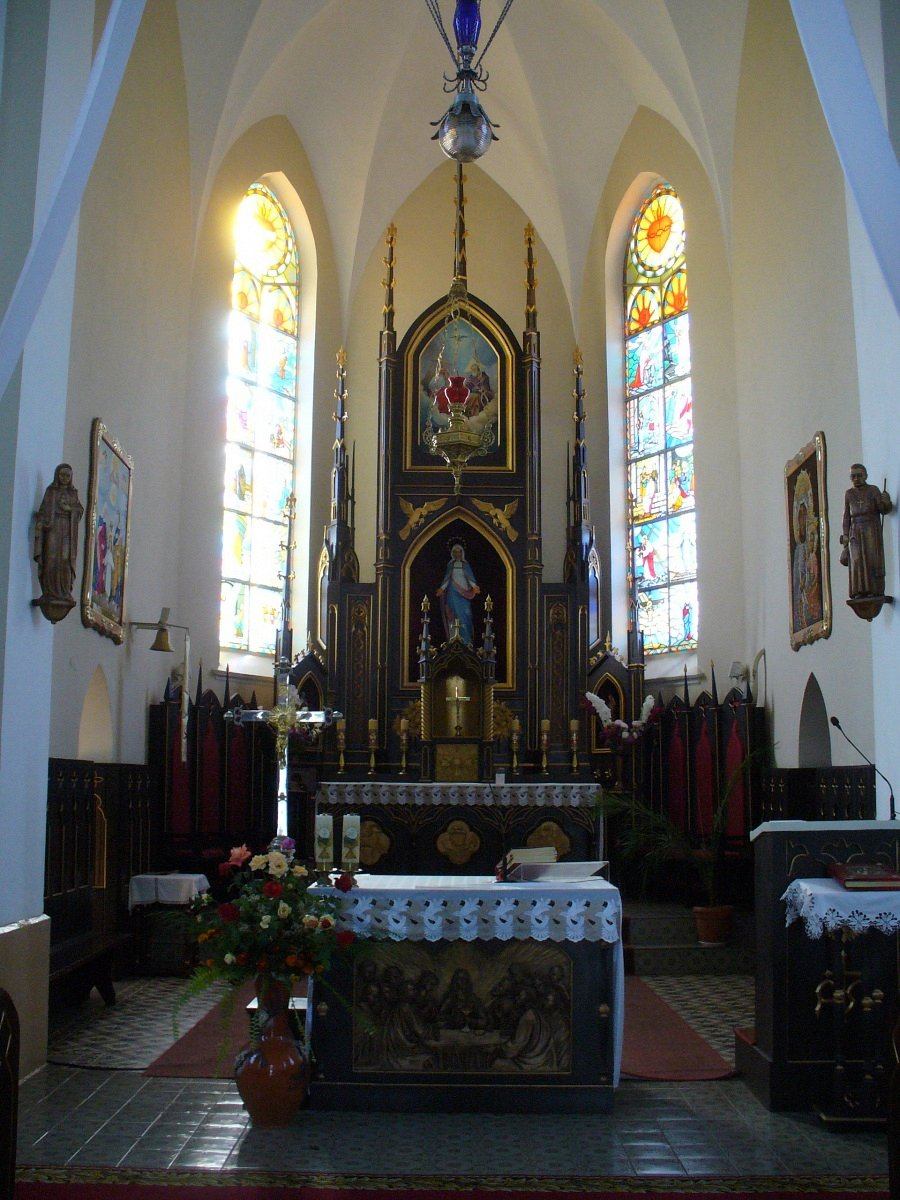
Prezbiterium (2011)

Kościół usytuowany jest w północno-zachodniej części miasteczka. Dwuwieżowa świątynia o cechach zmodernizowanego neogotyku została wymurowana z cegły, na cokole z ciosów granitowych, blendy i podziały okienne są tynkowane. Ma formę trójnawowej pseudobazyliki z trójbocznie zamkniętym prezbiterium.
Elewacje opięte są prostymi szkarpami, w ścianach wybito ostrołukowe okna. Wysokie wieże w fasadzie mają trzy kondygnację, górne mają rzut ośmioboku i są zwieńczone smukłymi iglicami. Dołem są nieznacznie wysunięte poza narys korpusu i w przyziemiu otoczone podcieniem. W części środkowej fasady znajduje się wielkie trójdzielne ostrołukowe okno, z motywem rybich pęcherzy. Wieńczący ją szczyt ma trzy wąskie okna. Na kalenicy wysokiego dachu korpusu, o ugiętych dolnych połaciach, znajduje się ażurowa wieżyczka na sygnaturkę.
We wnętrzu nawy połączone są czterema parami wysokich ostrołukowych arkad, podobnymi arkadami otwiera się do naw chór muzyczny. Kryształowe sklepienia w prezbiterium i zakrystii mają modernizującą formę.

## Zarys wartości artystycznych
Kościół w Zelwie jest jednym z trzech (obok kościoła Wniebowzięcia Najśw. Panny Marii w Białymstoku i p.w. Św. Jana Chrzciciela w Mścibowie) projektów warszawskiego architekta Józefa Piusa Dziekońskiego, zrealizowanych na terenie diecezji wileńskiej. Projekt powstał w najbardziej płodnym okresie dla architekta, pomiędzy wydanym przez cara ukazem tolerancyjnym a wojną światową i wyraźnie wyłamuje się z komercjalnego nurtu reprezentowanego głównie przez styl wiślano-bałtycki. Kościół w Zelwie znamionują cechy stylu narodowego, który charakteryzuje chęć zerwania z tradycją ceglanych „katedr” gotyckich na rzecz zastosowanie swojskich, polskich motywów i materiałów (tu: podcienie, kamień licujący fasadę, przewidziany w projekcie) i modernistyczna stylizacja sklepień i prostych wież.